# Nicolas Tournat
Nicolas Tournat (Niort, 1994. április 5. –) olimpiai bajnok francia válogatott kézilabdázó, beálló.

## Pályafutása
A HBC Nantes utánpótlásából 2014-ben átkerült a felnőtt csapatba, így fiatalon már játszhatott a francia első osztályban, EHF-kupában és a Bajnokok Ligájában. 2017-ben francia kupát nyert, a döntőben csapata legeredményesebbjeként 7 találatot elérve. A 2017–2018-as idényben egészen BL-döntőig jutottak, Tournat ebben a szezonban érte el legtöbb gólját nemzetközi kupában, 76 gólt szerzett. Az elődöntőben csapata egyik legjobbjaként nyolcszor talált be, a döntőben viszont nem ért el gólt.
2020-ban igazolt a lengyel bajnok Vive Kielcébe. Itt háromszor nyert lengyel bajnokságot és egyszer lengyel kupát, valamint kétszer játszott a Bajnokok Ligája döntőjében. 2024 nyarán visszatért korábbi csapatába, újra a HBC Nantes játékosa lett.
A felnőtt válogatottbeli sérülések miatt már 2015-ben meghívót kapott a válogatottba, világversenyen először 2018-ban szerepelhetett és az Európa-bajnokságon bronzérmes lett. A 2021-re halasztott tokiói olimpián aranyérmet nyert.

## Sikerei, díjai
- Olimpiai bajnok: 2020
- Világbajnokság: ezüstérmes: 2023
  - bronzérmes: 2025
- Európa-bajnok: 2024
  - 3. helyezett: 2018
- Lengyel bajnok: 2021, 2022, 2023
- Lengyel kupagyőztes: 2021
- Francia kupagyőztes: 2017